# Ормонд Бич (Флорида)
Ормонд Бич (енгл. Ormond Beach) град је у америчкој савезној држави Флорида. По попису становништва из 2010. у њему је живело 38.137 становника.

## Демографија
Према попису становништва из 2010. у граду је живело 38.137 становника, што је 1.836 (5,1%) становника више него 2000. године.
| Група             | 2000.          | 2010.          |
| Белци             | 33.564 (92,5%) | 33.920 (88,9%) |
| Афроамериканци    | 1.000 (2,8%)   | 1.229 (3,2%)   |
| Азијати           | 522 (1,4%)     | 864 (2,3%)     |
| Хиспаноамериканци | 797 (2,2%)     | 1.579 (4,1%)   |
| Укупно            | 36.301         | 38.137         |